# Patrick Louis
Patrick Louis (ur. 22 października 1955 w Vitry-le-François) – francuski polityk, wykładowca akademicki, poseł do Parlamentu Europejskiego VI kadencji.

## Życiorys
Absolwent ekonomii na Université Jean-Moulin-Lyon-III. Na tej samej uczelni doktoryzował się w zakresie nauk politycznych, a także zajął się działalnością naukową (od 1984 na stanowisku profesora ekonomii). Prowadził też wykłady na uczelniach w Stanach Zjednoczonych, Rumunii, Czechach i Libanie.
W pierwszej połowie lat 90. nawiązał ścisłą współpracę z Philippe'em de Villiersem. Razem z nim współtworzył Ruch dla Francji. W 1998 został z jego ramienia radnym regionalnym n a sześcioletnią kadencję, w 2008 objął stanowisko sekretarza generalnego tego ugrupowania (które zajmował do czasu rozwiązania partii w 2018). Uzyskiwał też mandat radnego Lyonu.
W wyborach w 2004 został wybrany do Parlamentu Europejskiego z listy MPF. Zasiadał w grupie Niepodległość i Demokracja, pracował w Komisji Przemysłu, Badań Naukowych i Energii oraz w Komisji Transportu i Turystyki. W 2009 nie uzyskał reelekcji (kandydował z ramienia Libertas Francja). Rok później wszedł w skład rady regionalnej Rodan-Alpy z koalicji prezydenckiej, zasiadał w niej do 2015.